# Idiocera hainanensis
Idiocera hainanensis är en tvåvingeart som först beskrevs av Alexander 1936.  Idiocera hainanensis ingår i släktet Idiocera och familjen småharkrankar. Inga underarter finns listade i Catalogue of Life.